# N-Methylacetamid
N-Methylacetamid ist eine chemische Verbindung aus der Gruppe der Carbonsäureamide. Die Verbindung gehört zu den besonders besorgniserregenden Stoffen der Europäischen Chemikalienagentur (ECHA).

## Gewinnung und Darstellung
N-Methylacetamid kann durch Reaktion von heißer Essigsäure oder Essigsäureanhydrid mit Methylamin gewonnen werden. Ebenfalls möglich ist die Darstellung durch Reaktion von N,N′-Dimethylharnstoff mit Essigsäure oder die Reaktion von Acetonoxim mit Schwefelsäure.

## Eigenschaften
N-Methylacetamid ist ein brennbarer, schwer entzündbarer, hygroskopischer, kristalliner, farbloser Feststoff mit schwachem Geruch, der löslich in Wasser ist. Es sind mehrere isomere Formen bekannt. In Lösung liegt es zu 97–100 % als (Z)-Isomer mit polymerer Struktur vor. Die Verbindung besitzt eine hohe Dielektrizitätskonstante von 191,3 bei 32 °C.

## Verwendung
N-Methylacetamid wird als Zwischenprodukt bei der Herstellung von Agrochemikalien und als Lösungsmittel in der Elektrochemie verwendet.